# Istočni lakes plain jezici
Istočni lakes plain jezici, malena skupina lakes plain jezika, nekad dio porodice Geelvink Bay. Obuhvaća dva jezika koja se govore na indonezijskom dijelu Nove Gvineje (Irian Jaya). Govore ih tek nekoliko stotina ljudi.
Predstavnici su: taworta ili Diebroud [tbp] sa 140 govornika (2000 S. Wurm) i foau ili Doa [flh] s 230 govornika (1975 SIL).

## Vanjske poveznice
- Ethnologue (14th)
- Ethnologue (15th)